# José Santos Zelaya
José Santos Zelaya López (Managua, 1 de noviembre de 1853 - Nueva York, 17 de mayo de 1919), fue un abogado, militar y político nicaragüense, que ejerció como presidente de Nicaragua desde 1893 hasta 1909. Realizó importantes reformas públicas en el campo de la educación e infraestructura del país. Se le reconoce como el constructor del Estado nicaragüense actual. Es recordado por su hostilidad hacia los Estados Unidos, y por su esfuerzo en unificar Centroamérica en 1907. Durante su gobierno, casi monopolizó los recursos económicos de su país.
El primer mandato del general José Santos Zelaya inició como miembro-presidente de la Junta de Gobierno liberal que asumió el poder el 31 de julio (1893). El 2 de agosto la Junta restableció la Constitución de 1858 así como los Juzgados y Tribunales de la República y el día 10 de agosto la Junta convocó a elección de una Asamblea Constituyente que se instalaría en Managua el 15 de septiembre y se ocuparía de redactar una nueva Constitución Política. Zelaya murió en la ciudad de Nueva York, Estados Unidos, a los 65 años.

## Familia
Apenas se disponen de datos sobre los primeros años de su vida. Su padre fue don José María Zelaya Irigoyen (1820-1875), y su madre una mujer humilde llamada Juana López-Peura Ramírez (1835-1908). A pesar de ser un hijo bastardo, su padre le dio todas las oportunidades para el estudio. Su padre originario de Olancho, Honduras, dejó el hogar para irse con Rosario Fernández, su amante. Luego, se estableció en El Salvador y procreó más hijos con Rosario, los cuales no tuvieron relación con su medio hermano. José Santos Zelaya López fue nieto del presbítero Policarpo Irigoyen y de Francisca Zelaya. Sus hermanos fueron Francisco Zelaya López y Juan Zelaya.
Nació en el seno de una familia terrateniente acomodada. Se bachilleró en el Instituto Nacional de Oriente de Granada, y luego viajó a Bélgica y Francia a efectuar estudios superiores en el Instituto Hoches de Versalles, donde se nutrió de ideas liberales. Dicho partido se hizo fuerte en Managua, gracias al apoyo de los dueños de las explotaciones de café de la Sierra del Pacífico y de la Meseta Central; y de los comerciantes del país, los cuales vieron en el Liberalismo la posibilidad de intervenir en materia política. En años anteriores, el predominio del Partido Conservador había sido total, puesto que contaba con el apoyo de las importantes oligarquías granadinas, tradicionalmente dedicadas a la explotación de cereales y de ganado. Por tanto la fragmentación de los grupos oligárquicos del país, facilitó la penetración del movimiento Liberal.
El clan Zelaya López, era grupo social emergente que, siguiendo el comportamiento de las poderosas familias, enviaron a José Santos a Europa, para recibir educación de calidad. En pleno contacto con la civilización industrial francesa y belga, el joven asimiló e interiorizó la idea de progreso y de modernidad, puesto en marcha a partir de la esencia del pensamiento de Michel Montaigne (1533-1592). 
|  |                                           |  |  |  |  |  |  |  |  |  |  |  |  |  |  |  |
|  | 4. Policarpo Irigoyen (1775-1839)         |  |  |  |  |  |  |  |  |  |  |  |  |  |  |  |
|  |                                           |  |  |  |  |  |  |  |  |  |  |  |  |  |  |  |
|  |                                           |  |  |  |  |  |  |  |  |  |  |  |  |  |  |  |
|  | 2. José María Zelaya Irigoyen (1820-1875) |  |  |  |  |  |  |  |  |  |  |  |  |  |  |  |
|  |                                           |  |  |  |  |  |  |  |  |  |  |  |  |  |  |  |
|  |                                           |  |  |  |  |  |  |  |  |  |  |  |  |  |  |  |
|  | 5. Francisca Zelaya (¿?-1868)             |  |  |  |  |  |  |  |  |  |  |  |  |  |  |  |
|  |                                           |  |  |  |  |  |  |  |  |  |  |  |  |  |  |  |
|  |                                           |  |  |  |  |  |  |  |  |  |  |  |  |  |  |  |
|  | 1. José Santos Zelaya López (1853-1919)   |  |  |  |  |  |  |  |  |  |  |  |  |  |  |  |
|  |                                           |  |  |  |  |  |  |  |  |  |  |  |  |  |  |  |
|  |                                           |  |  |  |  |  |  |  |  |  |  |  |  |  |  |  |
|  | 3. Juana López Ramírez (1835-1908)        |  |  |  |  |  |  |  |  |  |  |  |  |  |  |  |
|  |                                           |  |  |  |  |  |  |  |  |  |  |  |  |  |  |  |
|  |                                           |  |  |  |  |  |  |  |  |  |  |  |  |  |  |  |

## Biografía
Su padre muere en 1875, tras lo cual regresó a Managua, donde su familia tenía algunas propiedades. Regresó a Nicaragua, a hacerse cargo del negocio familiar. Antes de regresar, pasó algún tiempo en Londres, donde aprendió inglés. Aprovechó su estadía para divulgar entre los jóvenes los ideales del liberalismo. En ese mismo año, 1875, José Santos ingresó a la Policía Nacional, ya como miembro del Partido Liberal, año que fue expulsado por órdenes del Presidente conservador Adán Cárdenas, por supuestos conspiraciones en su contra. Fue enviado a Guatemala, donde estableció excelentes lazos de amistad y relación con el presidente en turno del país Centroamericano, el General Justo Rufino Barrios. Después de un nuevo regreso y destierro, en 1887 se instaló definitivamente en Nicaragua.
A inicios 1893, fue parte del movimiento libero-conservador. José Santos Zelaya y Agatón Solórzano, se  alzaron en armas y tomaron el cuartel de pólvora de la ciudad de Granada, al igual en Masaya y otros departamentos importantes del país. El 31 de julio de 1893, triunfó la Revolución Liberal y esto marcó el fin del período de gobiernos conservadores en Nicaragua. Apoyó la mejora de la educación pública, la construcción de ferrocarriles y la creación de líneas de barcos de vapor, entre otras cosas.
En 1883, de regreso a Nicaragua, Zelaya obtuvo su primer éxito político al ser nombrado alcalde de Managua, debido a su gran popularidad entre la población, que siguió aumentando. También, fue electo Presidente del Partido liberal en Managua, con sus ideales logró gran influencia aun entre los conservadores que le escuchaban con interés. Comenzó a difundir las ideas liberales, convirtiéndose en un activista de primera línea. 
Su amigo y protector Federico Gamboa, ministro plenipotenciario de México en Centroamérica, lo describió como: "hombre fornido, blanco, de pelo claro y bigote espeso, de hablar lento y pausado"; pero debió de tener el genio vivo, pues en una discusión política abofeteó en la cara al periodista Fabio Carnevalini.
| Cargo ocupado                                                      | Fecha de inicio          | Fecha de terminación     |
| ------------------------------------------------------------------ | ------------------------ | ------------------------ |
| Alcalde de Managua                                                 | 1883                     | -                        |
| Presidente de la Junta de Gobierno liberal                         | 31 de julio de 1893      | 15 de septiembre de 1893 |
| Electo Presidente provisional por la Constituyente                 | 15 de septiembre de 1893 | 1 de febrero de 1894     |
| Electo Presidente por la Constituyente                             | 1 de febrero de 1894     | 1 de febrero de 1898     |
| Electo Presidente por una Constituyente                            | 1 de febrero de 1898     | 1 de febrero de 1905     |
| Elección popular, único candidato                                  | 1 de febrero de 1905     | 1 de enero de 1906       |
| Elección popular, único candidato y derrocado en diciembre de 1909 | 1 de enero de 1906       | 22 de diciembre de 1909  |

## Matrimonios e hijos

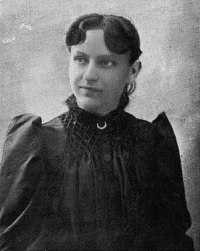
Blanche Cousin Oudart: Hija de Alexandre Cousin y Leonie Oudart, esposa de José Santos Zelaya López.

Zelaya tuvo varias parejas e hijos, algunos ilegítimos. Se desconoce con exactitud el número total de hijos, pero se estima que fueron alrededor de 15, siendo 7 de ellos con su esposa legítima.
Con Blanche Cousin Oudart (1875 - 1956), nacida en Namur, Región Valona, Bélgica, hija de Alexandre Cousin y Leonie Oudart:
- Ana María Zelaya Cousin (nacimiento estimado entre 1880 y 1926).
- Carlos Guillermo Zelaya Cousin (nacido el 18 de noviembre de 1894).
- Leonor Zelaya Cousin. Cuando Leonor Zelaya Cousin nació en 1898, en Managua, Nicaragua, su padre, José Santos Zelaya López, tenía 45 años y su madre, Blanche Marie Thérèse Alexandra "Blanca" Cousin, tenía 23. Murió el 21 de julio de 1970, en su ciudad natal, a la edad de 72 años.
- Natalia Zelaya Saenz (nacida en 1980). Para el momento de su nacimiento, su padre, tenía 38 años y su madre, Blanche tenía 16. Casada con Eliseo Nuñez. Murió alrededor de 1968, en Tipitapa, Managua, Nicaragua, a la edad de 80 años.
- Berta Zelaya Cousin (1890-1968).
- José Horacio Zelaya (nacido en 1881).
- Carlota Isabel Zelaya Cousin (nacida 1896).
- José Santos Zelaya Cousin (1904-1992).

Con Brigada Perez (1866):
- Horacio Zelaya (nacido en 1883).
- Carlos Alfonso Zelaya Pérez (nacido en 1885). Se casó con Margarita Jennifer Lee, con quién engedró a Roberto Zelaya Lee.
- Enerquita Zelaya (nacida en 1882).

Con Juana Bone Prado:
- Juana María Zelaya Bone (nacida en 1890). Se casó con José Joaquín Pasos Costigliolo.
- Alfonso Zelaya Bone (8 de marzo de 1893 - 14 de diciembre de 1951, Los Ángeles, California, Estados Unidos).
- Julio Zelaya Bone (nacimiento estimado entre 1858 y 1916). Casado con Angélica Pastora Gutiérrez Bendaña.

Con Antonia García (discutido), con quien se habría casado en 1890, en El Viejo, Chinandega, Nicaragua.
- Madre de al menos 1 hija, de nombre desconocido.

## La Revolución Liberal de 1893
Participó en las luchas contra el presidente Roberto Sacasa, y fue miembro importante en la Revolución de abril de 1893 junto con los generales conservadores Eduardo Montiel y Joaquín Zavala. El 11 de julio de 1893, en la ciudad de León, Zelaya se sublevó, apoyado por Anastasio Ortiz, quien era el Comandante de Armas de esa ciudad, capturando al presidente interino Salvador Machado Agüero, del partido conservador.
El 16 de julio de 1893, los conservadores nombraron una Junta de Gobierno interino presidida por el expresidente Joaquín Zavala Solís, que no fue reconocida por los liberales, los cuales formaron su propia Junta de Gobierno en disidencia. Cuentan que estando reunidos para redactar el acta de la Junta Revolucionaria, los jefes de la Revolución Liberal, Anastasio Ortiz, Francisco Baca, Pedro Balladares y otros relevantes participantes, se preguntaron "Quién la presidiría", todos guardaron silencio, entonces una voz pausada, segura y dominante irrumpió diciendo, "José Santos Zelaya".
Entraron a la capital de Managua derrotando a los ejércitos conservadores, el día 25 de julio en la Batalla de La Cuesta (la tristemente célebre "Cuesta del Plomo", al oeste de la ciudad), y marchan victoriosos ese mismo día, por la "Calle del Triunfo" aún existente. El 31 de julio de 1893, liberales y conservadores firman un convenio en la ciudad de Masaya, que permite asumir a la Junta de Gobierno liberal, finalizando 35 años de gobiernos conservadores (1858-1893), y trasladando definitivamente la capital hacia Managua.

## Presidencia

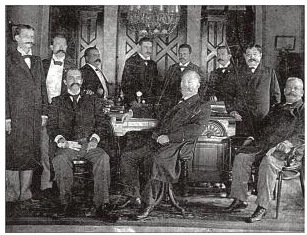
General J. Zelaya, presidente de Nicaragua, y sus ministros, en 1900.

Tras la revolución, la nueva Junta de Gobierno, presidida por Santos Zelaya, consideró que era necesaria la redacción de una nueva constitución, para consolidar las nuevas ideas y hacerse cargo del poder de forma efectiva. Así se procedió a la elección de una Asamblea constituyente, la cual eligió al Santos Zelaya como presidente. El 15 de septiembre de 1893, José Santos Zelaya asumió como presidente de Nicaragua, con Anastasio Ortiz como vicepresidente, elegido por la Asamblea Constituyente. El 1 de septiembre de 1894, Anastasio Ortiz fue sustituido como vicepresidente por Francisco Baca (hijo), mientras José Santos Zelaya continuaba como presidente de Nicaragua.
El General José Santos Zelaya, a través de la creación de la Constitución Política, “La Libérrima”, aprobada el 10 de diciembre de 1893, permitió llevar a cabo los principales ejes de su programa en el ámbito político e institucional, que dieron lugar a la formación del Estado-Nación. Por medio de esa constitución, el estado garantizaría las libertades ciudadanas : no ser arrestado sin orden judicial, establecimiento de un estado laico, el matrimonio religioso después del civil, libertad de prensa, libertad económica y libertad de enseñanza, entre otras. Esto marcó un precedente en la historia, como una revolución, por estas transformaciones profundas de modernización en la infraestructura del país y en materia institucional.
Después de tres décadas de predominio conservador, el Partido Liberal triunfó en 1893, y asumió la presidencia José Santos Zelaya. Los liberales se negaron a aceptar ciertas exigencias de Estados Unidos, que bajo la presidencia de William M. Taft, iniciaban la "Diplomacia del dólar". Zelaya tuvo diferencias con la empresa estadounidense "Emery" a la que se le había otorgado una concesión de explotación maderera en Nicaragua, y Zelaya amenazó en confiscarla por incumplimiento de la resiembra de árboles. Estas relaciones se tensaron a partir del 4 de marzo de 1909, cuando el abogado de la Emery llegó a ser secretario de estado del nuevo presidente, William Howard Taft. Además, en 1912 (o sea tres años después de que Zelaya dejara la presidencia), Taft ordenó el desembarco de los marines, quienes después de matar al jefe liberal Benjamín Zeledón, permanecieron en el país hasta 1925. Un año después, retornaron para defender al presidente Adolfo Díaz que estaba a punto de ser derrocado.

El presidente constitucional hondureño general Manuel Bonilla fue derrocado del poder por una fuerza militar de unos tres mil hombres dirigidos por liberales que recibieron el apoyo logístico, financiero y humano del presidente nicaragüense José Santos Zelaya.

Su régimen abarcó los años 1893 y 1909, se caracterizó por ser un gobierno con un sentido más nacional que los gobiernos anteriores. De igual manera, estaba caracterizado por modernización, fuerza militar, libertad política, religiosa y económica.  1907 a Nicaragua le fue impuesta una guerra por los gobiernos de Honduras y El Salvador. El triunfo de las tropas nicaragüenses sobre un ejército combinado de hondureños y salvadoreños en la llamada batalla de Namasigüe y la posterior entrada en Tegucigalpa ocasionaron la rendición del general Manuel Bonilla en la isla de Amapala y la caída de su gobierno.

## La Guerra de 1907
El 11 de junio de 1907, una coalición conjunta de soldados hondureños y nicaragüenses, exiliados salvadoreños y filibusteros estadounidenses lanzaron una invasión sorpresa del territorio salvadoreño en abierta violación del tratado de paz y amistad que se había firmado solo dos meses antes. La coalición estaba liderada por el general Manuel Rivas, un oficial militar salvadoreño exiliado que fue líder de la Revolución de los 44 de 1894 que llevó a Gutiérrez al poder, el general Luis Alonso Barahona, otro oficial militar salvadoreño exiliado, y el doctor Prudencio Alfaro, un político salvadoreño exiliado que sirvió como Vicepresidente de El Salvador bajo la administración de Gutiérrez desde 1895 hasta que fue depuesto en 1898. José Santos Zelaya, el Presidente de Nicaragua, tenía la intención de ayudar a instalar a Alfaro como Presidente de El Salvador, deponiendo al Presidente en ejercicio, el General Fernando Figueroa, en el proceso. Miguel R. Dávila permitió que los soldados hondureños se unieran a la fuerza de invasión el día anterior a la invasión. Durante el primer mes de la invasión, las fuerzas invasoras iniciaron un desembarco naval en Acajutla, capturando la ciudad y apoderándose de locomotoras y vagones pertenecientes a la Compañía Salvadoreña de Ferrocarriles, y el ejército también llegó a la ciudad de Sonsonate.
El día de la invasión, Figueroa pronunció un discurso titulado "Proclama al Pueblo Salvadoreño" en un esfuerzo por conservar la lealtad y la moral de los ciudadanos de El Salvador y del Ejército Salvadoreño.Declaró:

Compatriotas: El general J. Santos Zelaya, violando la fe impuesta en los convenios internacionales, ha faltado a las solemnes obligaciones contraídas por la intervención de los Gobiernos de los Estados Unidos y de México. Al amanecer de esta mañana ha sorprendido a la pequeña fuerza militar de Acajutla y ha desembarcado fuerzas nicaragüenses con objeto de conquistarlas. Ante esta brutal ofensa que el Gobierno de Nicaragua ha cometido contra nosotros, todos, como un solo hombre, debemos reunirnos en torno a la bandera de nuestro país y defenderla, dejando correr nuestra sangre antes que permitir que sea manchada por los aventureros que, en hora mala, pretenden profanarla. El honor nacional, las hazañas de nuestros antepasados, el porvenir de nuestros hijos y las altas leyendas de nuestro pueblo, nos claman que nos levantemos y castiguemos la insolencia del Presidente nicaragüense y que preservemos, no sólo nuestra gloria militar y nuestros intereses, que los recientes acontecimientos en Honduras han demostrado que están en peligro,  sino el respeto que nuestro heroico ejército ha inspirado siempre que ha sido llamado a la defensa de nuestra patria.

Soldados: No permitáis que se consuma en los anales de un pueblo ilustrado esta insolente tentativa que nos llenaría de vergüenza y oprobio, haciéndonos indignos de conservar intacto el tesoro sagrado de nuestra autonomía, el honor de nuestra bandera victoriosa y nuestra soberanía. Antes de permitir que las armas de un audaz aventurero violen el suelo de nuestra amada patria, cuya salvaguardia está confiada al ejército nacional y a vuestro indudable patriotismo, preferid sí, mil veces, la muerte con honor en el campo de batalla, donde os acompañaré hasta la muerte.
Tengo plena confianza en vuestra lealtad y en vuestro honor militar, y por ello pongo en vuestras manos el sagrado encargo de la defensa nacional.Los pueblos libres y heroicos no retroceden jamás ante el enemigo, porque llevan en el corazón la conciencia del deber cumplidor y la confianza en el derecho, que asisten a todo pueblo digno e independiente a repeler las agresiones a su autonomía.
Salvadoreños: En este movimiento tengan la seguridad de que salvaré, intachable, el honor de la patria y la seguridad de sus hogares, hoy amenazados por la soldadesca mercenaria del gobernante nicaragüense.
Su jefe y amigo,
Fernando Figueroa, San Salvador, 11 de junio de 1907

También envió un telegrama al Dr. Manuel Delgado, embajador salvadoreño en los Estados Unidos, que se encontraba en Washington D. C. en ese momento:

Esta mañana los revolucionarios bombardearon y capturaron el puerto de Acajutla. Las fuerzas estaban comandadas por el general Manuel Rivas y vinieron de Corinto en el buque de guerra Momotombo, armado por el presidente de Nicaragua. De esta manera, el presidente Zelaya cumple con los términos del Tratado de Amapala, que fue el resultado de la intervención del gobierno estadounidense

En Acajutla, Rivas asaltó un banco para obtener 20.000 dólares en plata, lo que provocó un desacuerdo personal entre Rivas y Alfaro. Rivas propuso a Alfaro que se dividieran el control del país, con Rivas gobernando el este desde San Salvador y Alfaro gobernando el oeste desde Sonsonate, pero Alfaro se opuso a la propuesta. Más tarde, Figueroa dirigió personalmente un ejército a Acajutla y, al escuchar la noticia, los soldados bajo el mando de Rivas y Alfaro se retiraron de la ciudad, utilizando varios barcos y barcazas para huir al cañonero Momotombo que los desembarcó allí. 

Sesión de Apertura de la Conferencia de los Cinco Países Centroamericanos en el Salón de las Américas, Edificio Panamericano. Los cinco países representados son Guatemala, Honduras, El Salvador, Nicaragua y Costa Rica

  El 14 de noviembre de 1907, Estados Unidos abrió una conferencia de paz en Washington D. C. para poner fin a la guerra, a la que fueron invitadas las cinco naciones de América Central, Costa Rica, El Salvador, Guatemala, Honduras y Nicaragua. Honduras y Nicaragua presentaron un plan para restablecer una unión centroamericana, pero el plan encontró objeciones por parte de los delegados de Costa Rica, El Salvador y Guatemala, y la propuesta finalmente fue abandonada. El 20 de diciembre de 1907, las cinco naciones firmaron el tratado que estableció la Sistema de la Integración Centroamericana. El Tribunal celebró su primera sesión el 1 de enero de 1909.
Extracto del decreto donde es declarado presidente:
La Asamblea Nacional Constituyente,
en uso del poder soberano del que se halla investida,
DECRETA:
Art. 1.- Elígese Presidente de la República para el primer período constitucional, al señor General don José Santos Zelaya, sin lugar a relección.
Art.2.- Mientras se promulga la Constitución que va a emitirse por esta Asamblea, el General Zelaya ejercerá provisionalmente, con las atribuciones que las leyes señalan, la Presidencia de la República, de la cual tomará posesión en esta misma fecha.
Art. 3.- Habrá un Vicepresidente de a República para sustituir al Presidente de la misma en el ejercicio de sus funciones en todo caso de impedimento de éste o de su depósito.
Nómbrase Vicepresidente de la República al señor General don Anastasio J. Ortiz, para la época provisional y para el primer periodo de que habla el presente decreto
Etcétera.

### Incorporación de Mosquitia

Mapa de América Central en 1862, donde se puede ver diferenciado la Costa de Mosquitos.

Mapa de La Mosquitia: Su población incluye grupos indígenas y étnicos como los pueblos Misquito, Pech, Rama, Sumo, Garífuna, Ladino y Creole. La Mosquitia tiene el área silvestre más grande de América Central, que consiste en manglares, lagunas, ríos, sabanas y selvas tropicales.

A principios de 1894 durante el gobierno de José Santos Zelaya, en una operación efectuada por Rigoberto Cabezas, Nicaragua invadió la Reserva Mosquito (Mosquitia era un territorio que formalmente pertenecía a Nicaragua pero que en la práctica era un estado casi independiente que tenía una fuerte influencia del Imperio británico), ocupó Bluefields y depuso al príncipe Robert Henry Clarence, su jefe hereditario, el 12 de febrero de 1894, solo para ser forzada a salir en julio por una intervención británica y estadounidense. Después de que las fuerzas británicas se retiraron, estalló un motín en la ciudad de Bluefields, lo que llevó a una segunda invasión nicaragüense. 
En agosto, 11 súbditos británicos y 2 súbditos estadounidenses fueron arrestados por participar en el motín y enviados a Managua para ser juzgados. Las tropas nicaragüenses permanecieron y comenzaron el proceso de reincorporación política del territorio Mosquito. La Reserva Mosquito pasó a ser incorporada formalmente a la de la República de Nicaragua. La antigua Costa Mosquito pasó a ser un departamento nicaragüense con el nombre de Departamento de Zelaya.
Cuando Nicaragua se negó a pagar a Gran Bretaña una indemnización por la anexión de la Reserva Mosquito, los británicos respondieron ocupando el puerto nicaragüense de Corinto en el Pacífico el 27 de abril de 1895. Finalmente, los británicos se marcharon después de recibir indemnizaciones del gobierno nicaragüense. La actitud agresiva de Zelaya había sus frutos, y el Reino Unido, que probablemente no quería ir a la guerra por esta tierra lejana, acabó reconociendo la toma nicaragüense del área por medio del Tratado Altamirano-Harrison en 1905, a cambio de garantizar a los nativos exención de impuestos y del servicio militar y garantizarles vivir en sus aldeas y territorios ancestrales según sus costumbres propias.

### Contrato para construir el canal interoceánico
En 1901, aprovechando la crisis crediticia que tenía al presidente venezolano Cipriano Castro enfrentado a la posibilidad de ser atacado por Inglaterra y Alemania por las deudas de su país, Zelaya invitó a Estrada Cabrera, Regalado y al resto de presidentes centroamericanos, al puerto de Corinto. Los presidentes se dieron cuenta de que la crisis venezolana podía fácilmente afectar al istmo, y accedieron a cooperar con Zelaya para establecer un régimen común que pudiera disuadir un posible ataque de los europeos. Sólo Estrada Cabrera se opuso, ya que no le gustaba que Zelaya fuera el líder de dicha iniciativa. 
En enero de 1902, los gobiernos de Estados Unidos y México reconocieron la validez de los tratados de Corinto, así como la zona de libre comercio entre los países firmantes y la corte de arbitrio que allí se estableció; Guatemala quedó aislada internacionalmente y Zelaya estaba en su apogeo, habiendo establecido un tratado centroamericano de paz y comercio y listo para iniciar la construcción del canal interoceánico, que entonces era la principal prioridad de la política estadounidense. Pero el canal nunca se construiría en Nicaragua: los Estados Unidos decidieron construirlo en la provincia colombiana de Panamá, a pesar de los esfuerzos diplomáticos de Zelaya. 
Este, al ver que su plan de estimular la economía nicaragüense por medio del canal estadounidense se esfumaba, se enemistó con los Estados Unidos y se alió con Porfirio Díaz: repelió la presencia estadounidense en Nicaragua estableciendo tratados políticos y comerciales con las potencias europeas, e incluso entró en negociaciones con compañías francesas en inglesas interesadas en construir un segundo canal. El nuevo presidente estadounidense no puso mucha atención a esto, puesto que Colombia quiso incrementar el precio de la concesión de Panamá, y entonces el gobierno de Roosevelt tuvo que ayudar a rebeldes panameños para que se independizaran de Colombia, en un hecho conocido como la Separación de Panamá de Colombia. Pero tuvo un rotundo éxito con esto: el nuevo gobierno panameño otorgó a los Estados Unidos unos privilegios mucho más grandes que los que los colombianos habían ofrecido originalmente.

### Unionista
Era partidario de la creación de unos Estados Unidos de América Central, lo que le llevó a apoyar a otros partidos liberales de distintos países centroamericanos, que pudieran defender el mismo proyecto, y a promover diversas conferencias unionistas centroamericanos, especialmente las cumbres presidenciales celebradas en Corinto y el Pacto de Corinto, las cuales dejaron aislado al gobierno guatemalteco dirigido entonces por Manuel Estrada Cabrera. Estrada Cabrera era aliado incondicional de los Estados Unidos, ya que abrigaba la esperanza de que este país lo ayudara contra un posible ataque militar de Inglaterra, que podría producirse en cualquier momento debido a que Guatemala tenía fuertes deudas con los bancos británicos.

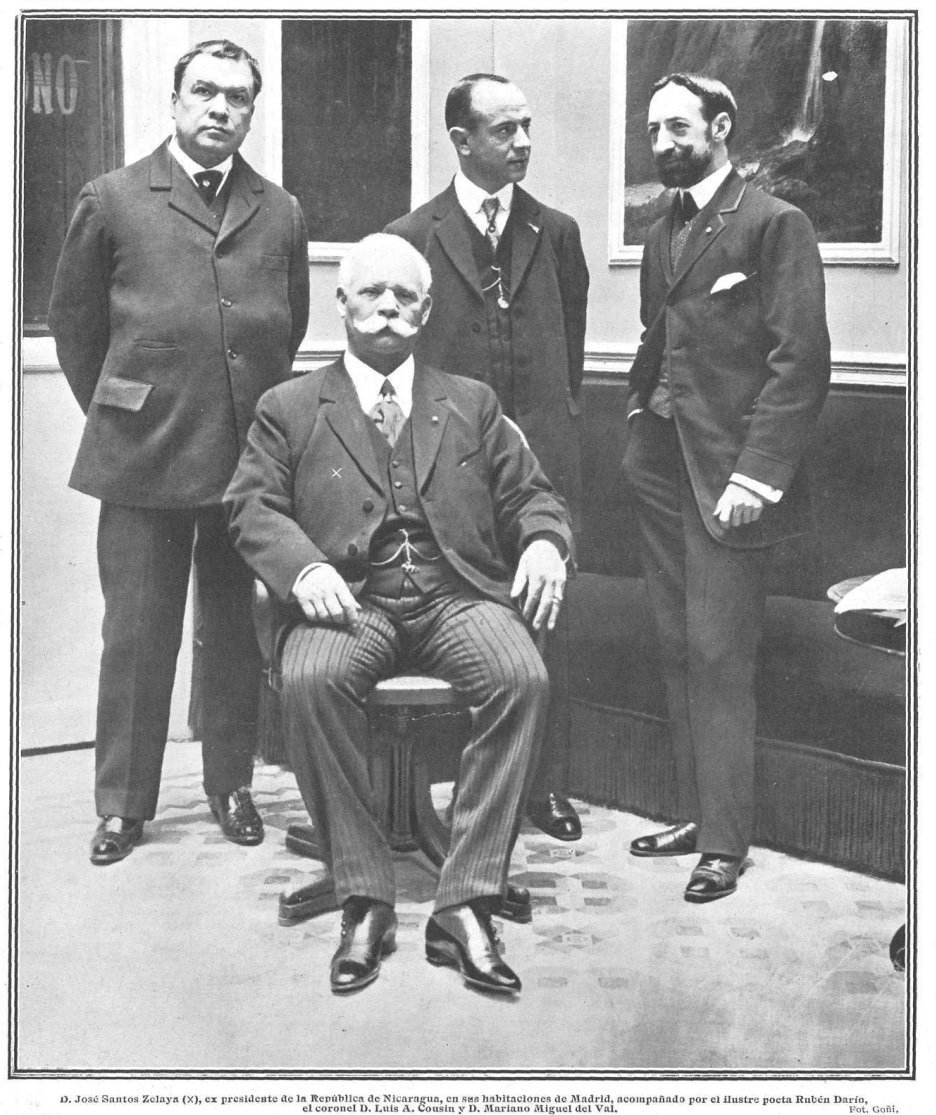
Zelaya (sentado), junto a Rubén Darío, el coronel Luis A. Cousin y Mariano Miguel de Val en una visita a Madrid en 1910, por Goñi.

La administración de Zelaya mantuvo tensas relaciones y desacuerdos con Estados Unidos después de que este país otorgara el canal a Panamá y no a Nicaragua, lo que llevó a éste a dar ayuda a los opositores conservadores de Zelaya en Nicaragua. Por esa misma razón, Zelaya se convirtió en fuerte aliado del régimen de Porfirio Díaz, en México. En 1907, buques de guerra estadounidenses ocuparon diversos puertos de Nicaragua. La situación llegó al punto de existir un conflicto interno entre los liberales nicaragüenses por un lado, y los conservadores y Estados Unidos por otro (que los financiaban junto al presidente de Guatemala, Manuel Estrada Cabrera).
En 1909 algunos mercenarios estadounidenses fueron capturados y ejecutados por el gobierno de Zelaya, lo que sirvió para que Estados Unidos considerase la acción como una provocación para la guerra, y pidiera el derrocamiento ilegal de Zelaya por medio de la Nota Knox, del secretario de Estado de Estados Unidos, Philander Chase Knox.
Muchos lectores consideran que Zelaya recibió el golpe de Estado del gobierno de Estados Unidos por las razones expresadas en el documento; sin embargo, olvidan otras no mencionadas, que, puestas en una balanza, son bastante más determinantes que las aludidas en la Nota del 1 de diciembre de 1909.

## La nota Knox
El Secretario de Estado norteamericano, entregó la Nota Knox al Encargado de Negocios de Nicaragua en Washington. Muchos lectores consideran que Zelaya recibió el golpe de Estado del gobierno de Estados Unidos por las razones expresadas en el documento; sin embargo, olvidan otras no mencionadas, que, puestas en una balanza, son bastante más determinantes que las aludidas en la nota.
"Es notorio que, desde que se firmaron las convenciones de Washington de 1907, el presidente Zelaya ha mantenido a Centroamérica en constante inquietud y turbulencia; que ha violado flagrantemente y repetidas veces lo estipulado en dichas convenciones, y por una influencia poderosa sobre Honduras, cuya neutralidad aseguran las convenciones, ha tratado de desacreditar aquellas sagradas obligaciones internacionales, con detrimento de Costa Rica, El Salvador y Guatemala, cuyos gobiernos sólo con mucha paciencia han podido mantener lealmente el compromiso solemne contraído en Washington bajo los auspicios de los Estados Unidos y de México".
A Zelaya se le acusaba de violar la institucionalidad y las leyes; de tener las cárceles llenas de prisioneros políticos, y de otros “penosos detalles”. He aquí la acusación de la Nota Knox:
"Es igualmente notorio que, bajo el régimen del Presidente Zelaya, las instituciones republicanas han dejado de existir en Nicaragua, excepto de nombre; que la opinión pública y la prensa han sido estranguladas, y que las prisiones han sido el precio de toda demostración de patriotismo. Por consideración personal hacia usted, me abstengo de discutir innecesariamente los penosos detalles de un régimen que, por desgracia, ha sido un borrón en la historia de Nicaragua y un desengaño para un grupo de repúblicas que sólo necesitan la oportunidad para llenar sus aspiraciones de un gobierno libre y honrado”.

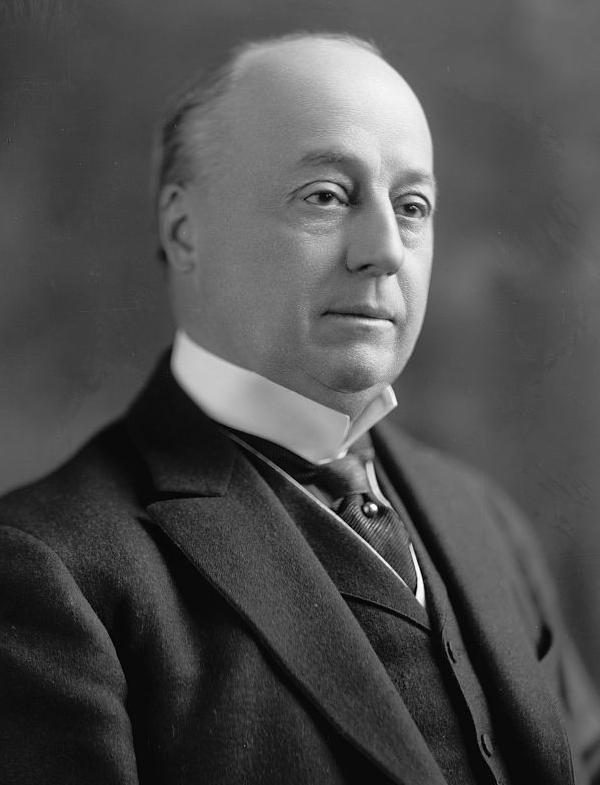
Philander Chase Knox, abogado y político estadounidense republicano, que se desempeñó como senador por el estado de Pensilvania y de 1909 a 1913, fue quién escribió y entregó la famosa nota Knox.

"Por la presente se notifica al gobierno de Nicaragua, al cual usted ha representado hasta el momento, al igual que se notificará a los líderes de la revolución, que el Gobierno de los Estados Unidos hará estrictamente responsables de la protección de las vidas y propiedades estadounidenses a las facciones que de facto controlan las porciones oriental y occidental de la República de Nicaragua. En cuanto a la reparación que se considera exigible, tras un cuidadoso análisis, de los asesinatos de los señores Groce y Cannon, el Gobierno de los Estados Unidos no estaría dispuesto a imponer una carga excesiva al pueblo inocente de Nicaragua para expiar los actos de un régimen que les fue impuesto por la fuerza, ni a exigir una tal carga a un gobierno posterior si su política es muy distinta. En la cuestión de una reparación final deberá tenerse en cuenta la existencia en Managua de un gobierno capaz de responder a las demandas. También debe tenerse en cuenta hasta qué punto es posible encontrar a los verdaderos responsables y los que perpetraron las torturas que se ha informado precedieron a la ejecución, si es que fueran verificadas, así como si un futuro gobierno estará totalmente disociado de las intolerables condiciones actuales y si se podrá confiar en que hará imposible que tales actos se repitan, en cuyo caso el Presidente, como amigo de su país, como lo es de las demás repúblicas centroamericanas, estaría dispuesto a reducir la indemnización a la que razonablemente corresponde a los parientes de los fallecidos y que suponga un castigo sólo en la medida en que recaiga sobre los auténticos responsables."
"En vista de lo dicho, será evidente para usted que su función de encargado de negocios ha llegado a su fin. Tengo el honor de adjuntarle su pasaporte por si desea abandonar el país. Diría al mismo tiempo que, aunque su papel como diplomático ha terminado, estaré encantado de recibirle, como lo estaré de recibir a los representantes de la revolución, como intermediarios no oficiales entre el Gobierno de los Estados Unidos y las autoridades de facto de quienes esperamos la protección de los intereses estadounidenses en tanto que se establezca en Nicaragua un gobierno con el que el Gobierno de los Estados Unidos pueda mantener relaciones diplomáticas. Acepte, señor, renovado testimonio de mi más alta consideración."

## Cadena de eventos que convergen para el fin y derrocamiento del gobierno de Zelaya

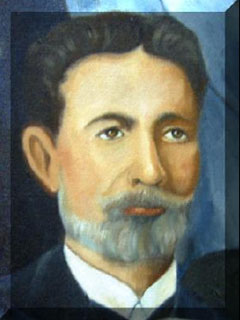
En su política intervencionista en Centroamérica, Zelaya de Nicaragua declaró la guerra a Fernando Figueroa de El Salvador y apoyó al opositor, Prudencio Alfaro. En ataques por mar, se apoderó de los puertos de Acajutla pero en Sonsonate, fue derrotado y la expedición acabó en desastre.

En su último año de gobierno, ocurrieron varios hechos que afectaron a este y lo obligaron a renunciar a su presidencia. En ejecución del plan de reformas revolucionarias, Zelaya confiscó valiosas propiedades de la Iglesia Católica, tanto para golpearla económicamente así como para usar estas propiedades y repartirlas en beneficio de sus partidarios, quienes a la vez, podrían explotarlas en beneficio propio y del país. Zelaya también buscaba limitar a la Iglesia y emitía leyes para regular sus ingresos, sus cofradías, sus fiestas patronales, sus cementerios y así, controlarla también ideológicamente. Expulsó del país al obispo Pereira Castellón, y a los sacerdotes más notables de la diócesis, entre ellos al que más tarde fue el primer arzobispo de Managua, Monseñor Lezcano. En una de esa redadas, se fue también el padre Azarías H. Pallais, uno de los más grandes humanistas.
Como muestra de su carácter fuerte, hay una leyenda popular en Nicaragua, que involucra a doña Dominga Zelaya Bolaños, casada con Pedro José Chamorro Bolaños, y a su vez pariente del presidente Zelaya. Dominga llegó a Casa Presidencial a insistir al presidente que sacara de la cárcel a su marido Pedro:
— ¡y de aquí no me voy hasta que me des a mi marido!
Zelaya se dirigió a su esposa, doña Blanca, y le dijo:
— preparale un cuarto a la tía Dominga, que se queda a vivir con nosotros.
En la práctica, Zelaya se comportaba más como dictador, causando descontento hasta en las filas de sus propios correligionarios, que lo acusaban de haber violado la constitución (La Libérrima). El pueblo resiente la dictadura, y desde León salen constantes rumores que se está planeando un golpe de Estado. Parte de la Asamblea Legislativa, se trasladó a León, y decretó la destitución de Zelaya y su reemplazo con el vicepresidente Francisco Baca. 
El general Anastasio Ortiz, se subleva y suenan así los tambores de guerra. Zelaya pide ayuda al presidente Bonilla de Honduras, quien le envía tropas que toman Chinandega, mientras las tropas zelayistas van venciendo en todos los campos. Al final de su victoria, Zelaya informa a la Asamblea Legislativa que la guerra duró dos meses y que costó 600 mil al erario.
Reforma de «La Libérrima», y elección adelantada de Zelaya para su segundo período: 1898 a 1902
El 11 de septiembre de 1896 la Asamblea Constituyente emite decreto por el que declara a Zelaya electo presidente de la República (nuevamente ¡de futuro!), para el siguiente periodo que comenzará dos años después: del 1ro de febrero de 1898 al 1ro de febrero de 1902.
La Asamblea Constituyente,
Decreta:
Art 1ro- Declárase electo Presidente de la República al ciudadano General J. Santos Zelaya para el periodo que comenzará el día 1ro de febrero de 1898 y concluirá el 31 de enero de 1902.
Art 2do - En consecuencia los artículos 95, 96 y 159 de la Constitución política emitida el 10 de diciembre de 1893 no tendrán efecto sino del 1ro de febrero de 1902 en adelante.
Publíquese.- Managua 11 de septiembre de 1896. J. Santos Zelaya etc.

### Aumentan las tensiones en Centroamérica
En 1904 comenzó la construcción del Canal de Panamá que fue inaugurado el 15 de agosto de 1914. Estados Unidos necesitaba paz y tranquilidad en Centroamérica para la seguridad y éxito en las operaciones de esta gigantesca obra y por ello invitó a las cinco repúblicas centroamericanas a una Conferencia de Paz Centroamericana, y que culminó el 20 de diciembre de 1907 con la firma del «Tratado General de Paz y Amistad Centroamericano».
En 1905, aumentaron las tensiones en Centroamérica. En Guatemala gobernaba Manuel Estrada Cabrera, enemigo de Zelaya, porque consideraba que éste favorecía a cuantos guatemaltecos huían de su régimen y, sobre todo, porque ambos aspiraban a la hegemonía regional.  El gobierno de Nicaragua empujó a los refugiados guatemaltecos a declarar la guerra a Estrada Cabrera. Pero esta revolución no triunfó y muchos guatemaltecos tuvieron que emigrar y vinieron a Nicaragua. A la vez, muchos enemigos del zelayismo buscaron refugio en Guatemala. 
En 1906, el gobierno de Nicaragua rompió con el de Honduras. La ocasión, no la causa, la encontró cuando el general Cárcamo, penetró en tierras nicaragüenses en persecución de unos hondureños enemigos del gobierno del general Manuel Bonilla, y quemó el caserío Los Calpules. Zelaya pidió explicación satisfactoria por los ultrajes a la soberanía de Nicaragua; de lo contrario, "nada lo detendría para marchar al frente de fuerzas suficientes a cumplir con su deber". Manuel Bonilla negó tal agresión y declaró que su gobierno y el pueblo hondureño sabrían defender sus derechos, si fuera necesario. Las notas entrecruzadas, en vez de pacificar, exaltaron los ánimos. El Salvador, en carta dirigida a Managua, invitaba a la pacificación y ofreció su territorio para las negociaciones, las cuales se celebraron en San Salvador. Sin embargo, mientras se discutía sobre la guerra y la paz, Zelaya, apoyado en la Ley del 7 de agosto de 1905, que establecía el Servicio Militar Obligatorio, creó un inmenso ejército de 14.000 hombres. Los emigrados nicas en El Salvador, Honduras y Costa Rica trataron de unirse para tomar el poder. Conservadores y liberales antizelayistas propusieron candidatos presidenciables, pero las negociaciones fracasaron.

### Ortiz invita a luchar contra Zelaya
En 1907, el general Ortiz, el devastador de Choluteca, llamó a los hondureños y a los nicaragüenses exilados para que se uniesen "en la cruzada gloriosa que hoy emprendemos contra José Santos Zelaya, dueño de honras, vidas y haciendas, motor impertinente de las revueltas en el Centro y Sur de América, a quien debe separársele del poder como medio de higiene política."

### Presencia norteamericana: De los pactos de Washington a la Nota Knox
A principios de diciembre, infantes de marina estadounidenses ocuparon diversos puntos de la costa caribeña nicaragüense. El 17 de diciembre de 1909, Zelaya se vio obligado a dimitir, exiliándose en México, de donde partió a París. El mismo Estrada Cabrera, apoyó a los rebeldes nicaragüenses, quienes a su vez, contaron con el apoyo del gobierno de Washington. Cuando Zelaya llegó a París, empezó a ser atacado por el famoso cronista guatemalteco Enrique Gómez Carrillo, quien era cónsul de Guatemala en París y Hamburgo. Ello por instrucciones del presidente guatemalteco. Dada su enemistad con los estadounidenses por la cuestión del canal, Zelaya publicó un libro para ilustrar a la opinión pública mundial sobre la intervención estadounidense en Nicaragua, y el apoyo que el gobierno guatemalteco había prestado a sus rivales, el cual fue refutado por Gómez Carrillo en su obra Zelaya y su libro.
Los escritores Rubén Darío (nicaragüense), y José María Vargas Vila (colombiano, cónsul de Nicaragua en París bajo el gobierno de Zelaya), tomaron partido por Zelaya, e informaron a este que Gómez Carrillo podía atacarlo no solo con su pluma, sino también con su espada, ya que era un diestro espadachín que podía retarlo a duelo en cualquier momento. Otro defensor de Zelaya, fue Genaro Cavestany, quien en su libro Gómez Carrillo sigue mintiendo. Ricardo Blasco es un embustero relata como Carrillo consiguió la Legión de Honor y sus credenciales diplomáticas en forma fraudulenta. Tras retarlo a duelo, Carrillo recibió un nuevo ataque: Cavestany indicó que en el libro La vida de Estrada Cabrera, Gómez Carrillo había injuriado al presidente al decir que su padre era Pedro Monzón (en lugar de Pedro Estrada Monzón). Ante esta acusación tan severa, y que le podría provocar disgustos serios con Estrada Cabrera, Gómez Carrillo dio por zanjado el asunto y la querella con Zelaya quedó en el olvido.
En diciembre de 1908 el general Juan José Estrada fue nombrado por Zelaya Intendente en la Costa Atlántica y, estando allí, percibió el descontento general contra el presidente Zelaya. El 10 de octubre de 1909 Estrada emite una proclama en la que declara que asume la presidencia de la República provisionalmente y acusa a Zelaya de actos de malversación y enriquecimiento ilícito. A esta rebelión militar se le unen exiliados nicaragüenses del resto de Centroamérica. Estados Unidos, como principal proveedor de armas y recursos, ancló dos buques de guerra en Bluefields para socorrer a los revolucionarios en caso de emergencia. Zelaya reacciona y establece el estado de sitio (estado de emergencia), apresa a conservadores y liberales desafectos, impone contribuciones forzosas y envía una fuerza expedicionaria a la Costa Atlántica en persecución de Estrada y Emiliano, pero ya los rebeldes iban en marcha hacia San Juan del Norte donde establecen sus defensas sembrando minas en el río que explotan al momento que pasan las lanchas con soldados del gobierno. Esta acción de emboscada es encomendada por Emiliano Chamorro a dos norteamericanos residentes en Nicaragua: al ingeniero Lee Roy Cannon, que se desempeñaba de guardaespaldas de Emiliano Chamorro, y a Leonard Groce, minero y experto en explosivos, residente en Nandaime y casado con una nicaragüense. Emiliano Chamorro también reclutó a un médico francés de apellido Couture, que asistió a Cannon y Groce en la colocación de las minas. El 4 de noviembre de 1909, al momento que pasaba el barco «el Diamante» con 300 soldados hicieron explotar la mina, pero la explosión no causó el daño esperado y los soldados salieron ilesos en persecución de los atacantes a quienes capturaron y llevaron detenidos al Castillo de la Concepción. El 14 de noviembre son juzgados por un Consejo de Guerra que condenó a Couture a un año de prisión y a Cannon y a Groce, a la pena capital. Ambos se declaran culpables y piden clemencia a Zelaya, pero el 16 de noviembre fueron fusilados en el Castillo de la Concepción.
El fusilamiento de Cannon y Groce fue usado como justificación por el Departamento de Estado norteamericano para emitir la famosa Nota Knox el 1 de diciembre de 1909, entregada al embajador de Nicaragua en Washington, don Felipe Rodríguez Mayorga, y recibida en Nicaragua el día 3. En esencia, la Nota declaraba a Zelaya fuera de la civilización obligándolo a ponerle fin a su gobierno.
El 10 de octubre de 1909, el liberal Juan José Estrada y los conservadores Emiliano Chamorro y Adolfo Díaz, organizaron la rebelión en contra del gobierno de Zelaya. Tuvieron el apoyo de Estados Unidos, que les envió armas y dos barcos de guerra a la zona de Bluefields. El 18 de diciembre de 1909 ante la presión estadounidense por la nota Knox en la que se acusaba a Zelaya de perturbador internacional por haber mantenido a Centroamérica en estado de agitación y la inestabilidad de su gobierno, Zelaya renunció a su cargo. Luego abandonó el país dirigiéndose a México y Nueva York.
Sorpresivamente, el 20 de diciembre de 1909, en sesión solemne de la Asamblea Nacional, el ministro de Gobernación, Dr. Julián Irías, leyó una carta del Presidente de la República, General José Santos Zelaya, dirigida a los diputados de ese órgano legislativo, en el que les anuncia su decisión de renunciar a su puesto de Presidente de Nicaragua. El general Zelaya justifica su decisión al saber que "los jefes revolucionarios han declarado que depondrán las armas fratricidas cuando se separe del poder el actual mandatario". Más adelante señala que espera que "esta determinación redunde en bien de Nicaragua, por el restablecimiento de la paz, y sobre todo, por la supresión de las hostilidades". La carta de renuncia fue recibida por el presidente de la Asamblea Nacional, Dr. Santiago Argüello.
Zelaya abandonó el poder el 22 de diciembre de 1909, dirigiendo un mensaje muy emotivo de despedida en la Asamblea Nacional al pueblo nicaragüense. A eso de las tres de la madrugada del 24 de diciembre de 1909, José Santos Zelaya escoltado por miembros de su guardia de honor y de una escuadra de artillería, salió de Managua en un vapor del lago Xolotlán, con rumbo al puerto Momotombo. A la vez, también salieron en tren algunos amigos y un representante de la prensa rumbo a Momotombo, donde se unieron a Zelaya. A la 7 de la mañana Zelaya, su guardia de honor y la comitiva de amigos salían en tren de Momotombo rumbo al puerto de Corinto, pasando por la hacienda «El Diamante» de Zelaya, donde desayunaron. El grupo entero se componía de unas 100 personas incluyendo amigos y sus hijos Horacio y Alfonso. Después del desayuno siguieron en tren hacia Corinto, donde llegaron por la tarde.

## Vida posterior
El 25 de diciembre de 1909, Zelaya abordó la fragata acorazada «General Guerrero», enviada por México, con destino a Salinas Cruz, México, donde fue recibido el 30 de diciembre (1909) por el presidente don Porfirio Díaz. El 30 de enero (1910), salió en tren para Veracruz, de donde partió para Bélgica en un barco español. Mientras tanto Francisco Castro, su secretario, salió para Salinas Cruz de donde viajó a El Salvador y Nicaragua a hacer los arreglos para que la familia de Zelaya saliera del país hacia Bruselas, tan pronto como fuera posible.
En septiembre de 1913, Zelaya decide viajar a New York para vender bonos del gobierno de Nicaragua que tenía en su poder. Zelaya retrasó su visita a los Estados Unidos hasta que su período presidencial para el que fue electo, hubiera terminado, de manera que no se le acusara de llegar a promover disturbios para ganar de nuevo control de su presidencia. Fue arrestado por la policía de los Estados Unidos, a medianoche del 26 de noviembre del mismo año, mientras dormía, en un apartamento de New York. Al momento de su detención José Santos, se vistió rápidamente, y pidió llamar a su abogado Luis F. Correa. Después de una breve conversación con Correa, sacó de su bolsillo un sobre lleno de dinero que entregó al policía.
El arresto se debió a una solicitud de extradición del gobierno de Nicaragua, el cual cablegrafío las acusaciones de asesinato cometidas por Zelaya. Las negociaciones entre el General Chamorro, ministro de Nicaragua en Washington, y los abogados de Zelaya, concluyeron cuando Nicaragua resolvió retirar la acusación, y Zelaya prometió regresar a España tan pronto arreglara sus asuntos privados.
En su corta estadía en New York, Zelaya recibió el apoyo de su hijo Alfonso Zelaya—fuera de matrimonio—casado con una estadounidense, sobrina nieta del general sureño Robert E. Lee. En un reportaje del New York Times, fechado el 30 de noviembre de 1913, se dice que visitaron a Zelaya en su celda, sus dos hijos Horacio y Alfonso y su nuera, la esposa de Alfonso. En el encuentro, Zelaya entregó a su hijo Horacio la condecoración de la Legión de Honor que llevaba en su solapa cuando fue aprendido, condecoración que le otorgó la República Francesa. “No quiero llevar esta condecoración mientras estoy en prisión porque sería una desgracia a la República Francesa.”

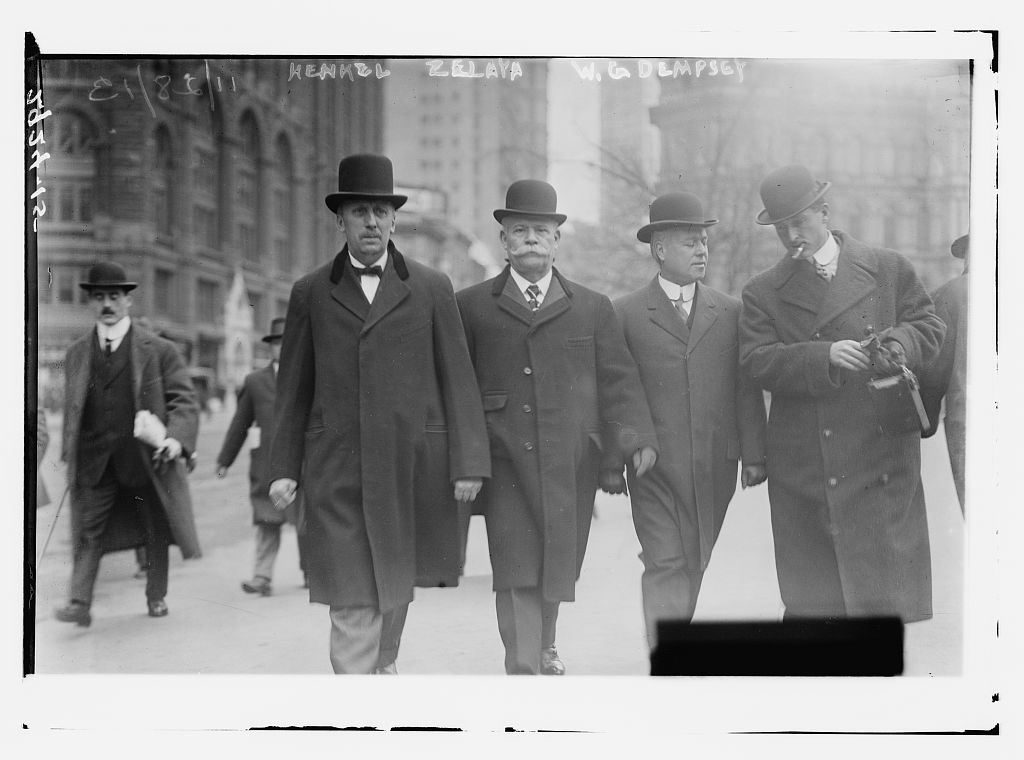
Marshall Henkel, el General José Santos Zelaya y W. G. Dempsey. Henkel arrestó a Zelaya por un cargo de asesinato.

Zelaya zarpó para el Havre en el crucero francés Lorraine el 24 de diciembre de 1913, acompañado de su secretario Joaquín Machies. Zelaya dijo que iba rumbo a Barcelona, España, donde estaba su familia. Todavía esperaba regresar a su país nativo para pasar el resto de sus días, pero no pudo volver en vida. Agregó que hacía cuatro años que se había retirado a España, donde gozaba del reposo y tranquilidad que a sus 60 años merecía. En su declaración firmada para la prensa, dijo que los bonos, que ya había vendido, fueron para financiar la guerra con Honduras en 1907, y para mantener el crédito y el honor financiero de su país, pagando los cupones del préstamo inglés, y el primer pago de ciertos reclamos de los Estados Unidos.
Un reportaje fechado en Madrid, España el 29 de marzo de 1914, refiere que ese mismo día un individuo de apellido Rosas entró al apartamento que Zelaya tenía en Casa Torres, Barcelona, sacó un revólver y le disparó al expresidente para vengar la muerte de su tío. Zelaya no resultó herido y Rosas fue inmediatamente sujetado y arrestado.

## Muerte
Zelaya finalmente viajó a Nueva York, donde murió años después, a los 63 años de edad, dejando en Nicaragua un legado histórico en la formación del Estado-Nación, con lo que posteriormente se identificó el General Augusto César Sandino. En Nicaragua, en oposición al presidente Doctor José Madriz Rodríguez, estalló una rebelión libero-conservadora que con apoyo de EE.UU estableció un gobierno proestadounidense. Madriz renunció y José Dolores Estrada Morales asumió interinamente para luego traspasar el poder al líder rebelde, general Juan José Estrada Morales. Mientras tanto, los marines de los Estados Unidos permanecieron ilegalmente y represivamente en el país hasta 1933. 
En 1930, los restos mortales del expresidente Zelaya, fueron repatriados de New York, Estados Unidos, a Nicaragua. Está enterrado en el Cementerio y Monumento conmemorativo San Pedro Apóstol, siendo la última persona enterrada en dicho cementerio. El 9 de junio de 1922, se cierra oficialmente el libro de registro de defunciones, con 307 entierros. Aunque el cementerio había sido clausurado, por encontrarse en dicho sitio el mausoleo de la familia Zelaya, el 12 de octubre de 1930, fueron sepultados los restos de José Santos Zelaya López. Comparte la bóveda con su padre, Francisco Zelaya.
Las honras fúnebres del expresidente, fueron las apropiadas para un personaje de su altura, la crónica señala que: “La llegada de los restos del General José Santos Zelaya en octubre de 1930 a la tierra natal, con procedencia de Nueva York, constituyó una apoteosis que el pueblo… le hacía al recordado Presidente. Desde el arribo del barco a Corinto, las salvas de artillería del puerto anunciaron el ingreso del cadáver, y así, de estación en estación, hasta la llegada del tren a Managua, fue una continua manifestación de aprecio y de satisfacción porque los restos del esclarecido hijo de Nicaragua iban a reposar en el patrio suelo. En el Salón del Congreso Nacional permanecieron un día en capilla ardiente, y de allí conducidos al panteón familiar del clausurado cementerio de San Pedro, el 12 de octubre del referido año. En los funerales llevó la palabra oficial el Vice-Presidente de la República Dr. Enoc Aguado” (Halftermeyer, 2005).
Un año antes, en 1929, ocurre un hecho del cual el General de Hombres Libres, Augusto C. Sandino eleva su más alta protesta: “El 5 de junio de 1929 se produce una escandalosa profanación cuando marinos de las fuerzas de ocupación norteamericana, en estado de ebriedad y en compañía de prostitutas, realizaron una tremenda orgía. El General Augusto C. Sandino logró que el Segundo Congreso Mundial Antiimperialista, reunido en julio de 1929, en Frankfurt, Alemania, publicara una resolución condenando el hecho”. (Sánchez Ramírez, 2004).

## Legado
En procura de desarrollar un país pequeño y atrasado, Zelaya modernizó el Estado, instauró la educación gratuita y obligatoria, buscó una unión estrecha de los países de la región, y pretendió impulsar un modelo por fuera de la esfera de influencia de los Estados Unidos, además de no autorizar que ese país instalara en el suyo una base militar. Su gestión gubernamental provocó gran desarrollo en Nicaragua, modernizó al Estado introduciendo leyes, creó nuevas instituciones, promulgó códigos, reglamentos, introdujo el habeas corpus, construyó escuelas y carreteras, entre muchos avances más. Zelaya tuvo cualidades de líder carismático y fue un caudillo. 

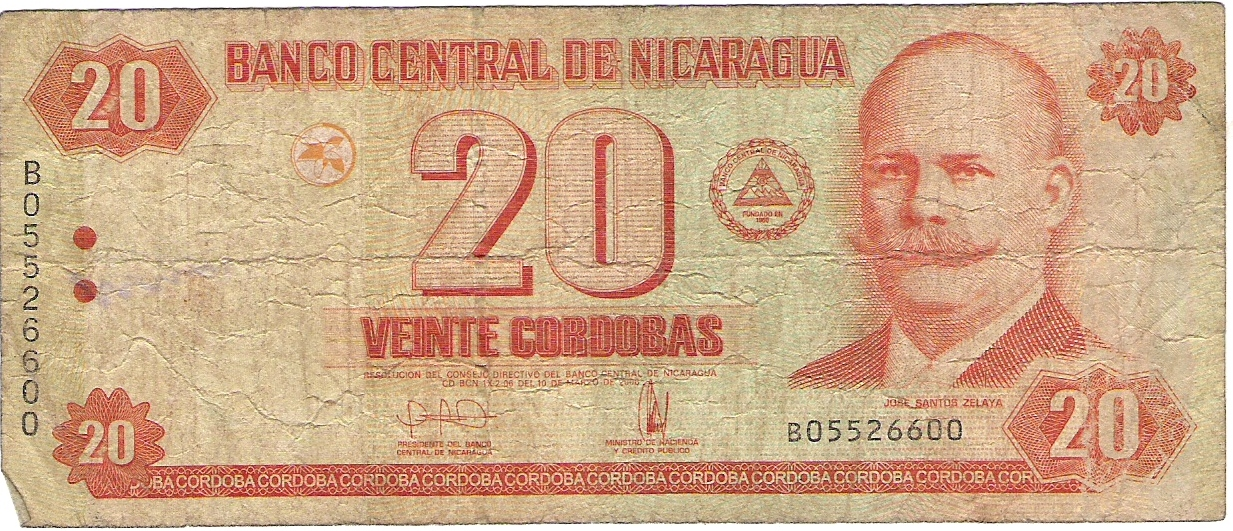
Billete de 20 Córdobas, con la imagen de José Santos Zelaya.

En 1909, el poeta Rubén Darío, que había sido cercano a Zelaya, se entera de su caída mientras corrige las pruebas de El viaje a Nicaragua e intermezo tropical, que incluye un capítulo sobre la gestión del liberal. En el momento en que le informan que Zelaya fue conminado a renunciar desde el exterior bajo amenaza de invasión, no duda en agregar una coda al libro adhiriendo al político depuesto: “No puede negarse que el Gobierno de Zelaya realizó muchas obras en bien de la República… Se dice que los Estados Unidos han intervenido en todo esto. Si ello fuese cierto, como parece, es lamentable que nación alguna intervenga en los asuntos íntimos de Nicaragua, ni aun para hacer un canal”.

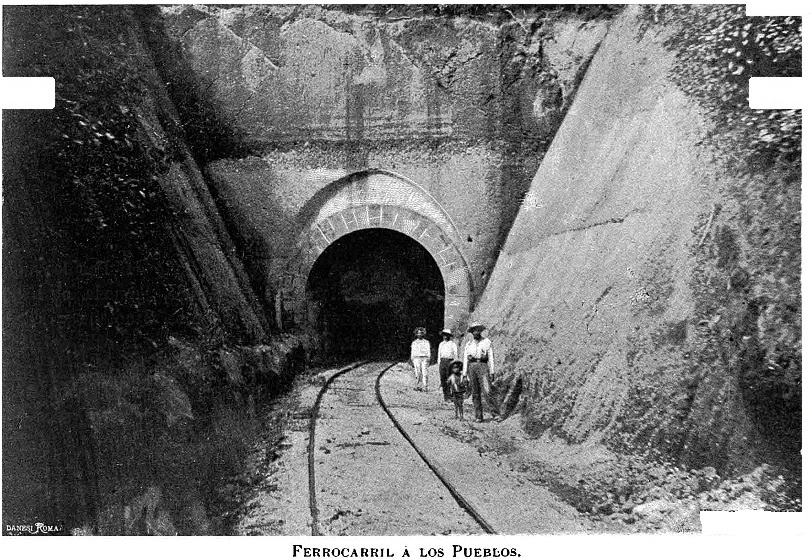
Túnel ferroviario en Nicaragua, construido bajo la presidencia de Zelaya (1893-1909).

El poder que obtuvo el expresidente fue por sus propias cualidades y actividades personales, y no se apoyó en herencias políticas ni institucionales, aunque esas mismas condiciones, lo convirtieron en dictador. El juicio histórico sobre Zelaya indica, en síntesis, que fue un «dictador progresista», carismático y que transformó Nicaragua con acciones como la educación gratuita, laica y obligatoria; legisló el matrimonio civil y el divorcio; separó a la Iglesia del Estado; secularizó los cementerios, etc. 
José Santos Zelaya fue un presidente y líder autocrático que dio un gran cambio a Nicaragua, pues constituyó el poder político con un sentido más nacional  que apoyaba la integración y modernización en el país, e hizo cambios notorios, entre ellos, reincorporación de la Mosquitia al territorio nacional y el restablecimiento de la constitución. 

Escudo de armas de Nicaragua (1896-1908)

Bajo su gestión, se dio la creación de los símbolos patrios como la Bandera Nacional y el Escudo de Armas, mediante el Decreto Legislativo del 5 de septiembre de 1908, esto fortaleciendo la identidad nacional de los nicaragüenses. Durante el periodo llamado «Los Treinta Años», se había construido la línea férrea, desde Corinto, que pasaba por Chinandega y León y terminaba en puerto Momotombo, que queda a orillas del lago Xolotlán, y de allí se comunicaba con Managua por medio de servicio de vapores. También se había construido el trecho de Masaya a Granada, de 18 kilómetros. En la Administración Zelaya se construyó el ramal que conectaba Chinandega con El Viejo, también la línea férrea de 58 kilómetros que unió puerto Momotombo con Managua, y Zelaya martilló el último clavo el 26 de junio de 1902. El 8 de octubre de 1895 se iniciaron los trabajos de la línea férrea de 44 kilómetros que iniciaba en Masaya, pasaba por Catarina, Niquinohomo, Masatepe, San Marcos, Jinotepe y en mayo de 1899 concluyó en Diriamba: fin de esta línea.
Estableció el Museo Nacionall, fundó el Archivo General de la Nación, organizó la dirección de estadísticas y censos (levantó el primer censo nacional), formó el Consejo Electoral, y en lo económico, el país avanzó y alcanzó un rápido crecimiento en el comercio exterior. Construyó más líneas telegráficas, más transporte lacustre, más caminos y más escuelas. Es considerado en la actualidad como un héroe nacional por defender la soberanía de Nicaragua durante su gobierno.

## Condecoraciones
- Le otorgaron la Gran Cruz de la Orden de Nuestra Señora da Conceição de Vila Viçosa.
- El general José Santos Zelaya fue declarado Héroe Nacional de la República de Nicaragua, el 2 de marzo de 2011, mediante Decreto Legislativo N.º. 6332 de la Asamblea Nacional, publicado en La Gaceta, Diario Oficial N.º. 47 del 10 de marzo de 2011 en reconocimiento de su gesta y grandes aportes en el desarrollo político, institucional y nacionalista.[7][49]